# 假性財產犯罪
假性財產犯罪為中華民國（台灣）司法實務上獨創的慣用詞，並非任何刑事實體法或程序法上之名稱。該類案件本係純屬債務人違背交易信用、債務不履行的民事案件，惟在民眾普遍有「以刑逼民」之心態下，以告訴人身份向各地方檢察署提告之案件。所提告之罪名通常為：
1. 背信罪
認債務人違背債信、違背信用，係涉嫌背信罪。惟該罪實與違背債信、違背信用無涉。
2. 詐欺罪
司法實務上之大宗。認債務人欺騙債權人各類事項，即屬詐欺。惟該罪有嚴格的構成要件，屬於債信問題者本與詐欺罪無關。

## 常見案例
1. 貨款未付
告訴人向檢察署提出告訴，指訴被告初即無給付貨款之意思，卻向告訴人訂貨一批，告訴人因而陷於錯誤，如數給付，嗣經請求給付貨款，被告竟避不見面。所以提出詐欺告訴。
2. 支票跳票
告訴人指訴被告隱瞞其無給付能力之事實，以支票付款方式向告訴人購買貨物一批，告訴人因而陷於錯誤，如數給付，詎屆期提示，竟遭跳票，因此認為被告違背信用，而提出背信告訴；或提出詐欺告訴。

## 法律分析
實則，這是長久以來台灣司法實務的錯誤解釋使然。詐欺罪部分，成罪的關鍵，在於被告究竟有無施用「詐術」，及詐術與陷於錯誤間，有無「因果關係存在」。被告有無給付能力、有無隱瞞無資力之事實、有無於交易之初即無給付貨款／交付貨物之意願，均於本罪成立與否之判斷無涉，蓋現今社會乃信用交易之社會，並非以物易物之年代，從而債務人不履行之信用風險，本應由交易之當事人負擔。法律亦從未要求從事於交易之人，必須是個善良的人，在大部分的情形中，爾虞我詐甚至於是被鼓勵的，因情報的不對稱，本就是商業活動之始，甚至於是貿易的開端。從而台灣司法實務將上揭被告個人品德、債信的問題涉入犯罪與否之判斷的結果，即是所有的交易活動，都可以認為當事人有「詐欺」、「背信」的嫌疑，從而一旦發生交易糾紛，當事人即均會利用提起詐欺告訴、背信告訴的方式，逼迫債務人出面，此即所謂的「以刑逼民」。實則這種案子均是單純的民事案件，為了處理這類案件，台灣的刑事司法制度浪費了相當可觀的資源，相當程度上，也影響了台灣治安的良窳，及可投入於公務員貪腐偵查的能量。